# Список умерших в 912 году
В этой статье представлен список известных людей, умерших в 912 году.
См. также: Категория:Умершие в 912 году

## Март
- 1 марта — Ки но Хасео[нем.] — японский поэт и политик

## Апрель
- 6 апреля — Ноткер Заика — монах-бенедиктинец Санкт-Галленского монастыря, поэт, композитор, богослов и историк, святой римско-католической церкви.

## Май
- 11 мая — Лев VI Му́дрый или Фило́соф — византийский император (886—912)
- 25 мая — Ксюэ Яижу[англ.] — китайский чиновник династии Тан, канцлер династии Поздняя Лян

## Июль
- 18 июля — Тай-цзу — китайский генерал-чиновник (цзедуши) династии Тан, император-основатель династии Поздняя Лян (907), давшей начало эпохе Пяти Династий и Десяти Царств.

## Август
- 15 августа — Хан Джиан[англ.] — китайский военачальник династий Тан и Поздняя Лян; убит

## Сентябрь
- 12 сентября — Вихин — первый епископ Нитры (880—891)
- 19 сентября — Эркенбальд[нем.] — князь-епископ Айхштета (884—912)

## Октябрь
- 25 октября — Рудольф (Родольфо) I — маркграф Верхней Бургундии (876—888), первый король Верхней Бургундии (888—912)

## Ноябрь
- 30 ноября — Оттон I — герцог Саксонии (880—912), маркграф Тюрингии (908—912)

## Дата неизвестна или требует уточнения
- Абдаллах — эмир Кордовы (888—912)
- Ахмед ибн Юсуф — арабский математик.
- Виша Кирти — правитель Хотана.
- Гуаньши[англ.] — китайский буддистский монах, художник поэт и каллираф
- Жанг Це[англ.] — китайский чиновник династии Тан и канцлер династии Поздняя Лян
- Чжу Ювен[англ.] — принц династии Поздняя Лян; убит
- Ибн Хордадбех — мусульманский географ иранского происхождения, автор «Книги путей и стран»
- Куста ибн Лукка — философ, математик, астроном, врач, знаток греческой науки.
- Олег Вещий — князь новгородский (879—912), Великий князь Киевский (882—912)
- Рудал — граф Ванна (907—912)
- Трибуно, Пьетро — венецианский дож (888—912)
- Хёгон[англ.] — король Силла (897—912)
- Этельред II — король Мерсии (879—883) и элдормен Мерсии (883—912)

- Ки но Хасео
- Ноткер Заика